# José Mercé
José Mercé, de son vrai nom José Soto Soto, est un chanteur gitan de flamenco, né le 19 avril 1955 à Jerez de la Frontera.

## Biographie
Enfant, il était chanteur de l'École de la Basilique de la Merced, de sorte qu'il a choisi le nom de scène Mercé. Ayant douze ans, il est allé à divers festivals dans son pays natal.
Plus tard, il a changé sa résidence à Madrid, la capitale espagnole, où il a enregistré son premier disque. En 2010, il a reçu la Medalla de Andalucía pour ses mérites en tant que chanteur de flamenco.
Il est l'un des chanteurs les plus populaires de la scène flamenco actuelle et a travaillé avec Vicente Amigo et Moraito Chico.

## Discographie
- "Cultura JoNda 14. Bandera de Andalucía" (1968)
- "Verde Junco" (1985)
- "Caminos reales del cante" (1987)
- "Hondas raíces" (1991)
- "Desnudando el alma" (1994)
- "Del amanecer" (1998)
- "Del amanecer + Villancicos" (1999)
- "Fesse de cruzan"(2001)
- "Quebrando al aire (1977 - 1994)" (2002)
- "Pa' saber de tu querer" (2002)
- "Lío" (2002)
- "Cuerpo y alma" (2 CD) (2002)
- "Verde junco - Hondas raíces" (Reedición) (2004)
- "Confí de Fuá" (2004)
- "Lo que no se da" (2006)
- "Grandes Éxitos" (2007)
- "Ruido" (2009)
- "Mi única llave" (2012)

## Distinctions
- 2010 : Prix Protagonistas
- 2010 : Médaille d'Andalousie
- 2024 : Médaille d'or du mérite des beaux-arts, décernée par le Ministère de l'Éducation, de la Culture et des Sports espagnol[2]